# Демократическая юнионистская партия
Демократическая юнионистская партия (англ. Democratic Unionist Party) — политическая партия, действующая в Северной Ирландии. Выступает за сохранение Ольстера в составе Великобритании.

## История
Партия была основана в 1971 году Ианом Пейсли и Десмондом Бойлом на основе созданной Пейсли ранее Протестантской юнионистской партии. Пейсли стал первым лидером партии и долгое время был её «лицом». В 1970-е годы партия выступала с жёсткой позицией по борьбе с ирландскими вооружёнными группировками, в то время как более крупная и известная Ольстерская (Официальная) юнионистская партия занимала более умеренную позицию. В то же время, ДЮП дистанцировалась и от радикальных лоялистских организаций. В 1979 году Пейсли был избран в Европарламент и постоянно переизбирался вплоть до выборов 2004 года. В 2004—2005 годы партия также располагала одним депутатских мандатом в Палате общин не из Северной Ирландии — им стал экс-консерватор Эндрю Хантер от округа Бейсингсток в Хэмпшире.
Партия первоначально была против подписания соглашения страстно́й пятницы в 1998 году, но после одобрения соглашения на референдуме смягчила свою позицию. В настоящее время партия участвует в работе Ассамблеи Северной Ирландии, где занимает треть депутатских мест (36 из 108). 8 мая 2007 года Иан Пейсли стал Первым министром Северной Ирландии.
31 мая 2008 года Иан Пейсли, которому было уже 82 года, ушёл с поста председателя партии, сохранив место в Палате общин до новых выборов. 5 июня 2008 года последовала его отставка с поста Первого министра Северной Ирландии. На обоих должностях его сменил Питер Робинсон.
В ходе выборов 2015 года партия получила восемь мест в Палате общин.
По итогам выборов 8 июня 2017 года партия получила десять мест в Палате общин, сформировав вместе с Консервативной партией парламентское большинство (328 мандатов).
ДЮП придерживается евроскептицизма и единства с Великобританией, выступает против однополых браков и абортов.

## Результаты на выборах

### Выборы в Палату общин

ДЮП (красным цветом) на выборах в Палату общин в 1997, 2001, 2005 и 2010 годах

| Год                                  | Голосов               | Мест                  | Δ                     |
| Выборы в Палату общин                | Выборы в Палату общин | Выборы в Палату общин | Выборы в Палату общин |
| ------------------------------------ | --------------------- | --------------------- | --------------------- |
| февраль 1974                         | 58 656                | 1                     | ▬                     |
| октябрь 1974                         | 59 451                | 1                     | ▬                     |
| 1979                                 | 70 795                | 3                     | ▲ 2                   |
| 1983                                 | 152 749               | 3                     | ▬                     |
| 1987                                 | 85 642                | 3                     | ▬                     |
| 1992                                 | 103 096               | 3                     | ▬                     |
| 1997                                 | 107 348               | 2                     | ▼ 1                   |
| 2001                                 | 181 999               | 5                     | ▲ 3                   |
| 2005                                 | 241 856               | 9                     | ▲ 4                   |
| 2010                                 | 168 216               | 8                     | ▼ 1                   |
| Выборы в Ассамблею Северной Ирландии |                       |                       |                       |
| 1998                                 | 145 917               | 20                    |                       |
| 2003                                 | 177 944               | 30                    | ▲ 10                  |
| 2007                                 | 207 721               | 36                    | ▲ 6                   |
| Выборы в Европарламент               |                       |                       |                       |
| 1979                                 | 170 688               | 1                     |                       |
| 1984                                 | 230 251               | 1                     | ▬                     |
| 1989                                 | 160 110               | 1                     | ▬                     |
| 1994                                 | 163 246               | 1                     | ▬                     |
| 1999                                 | 192 762               | 1                     | ▬                     |
| 2004                                 | 175 761               | 1                     | ▬                     |
| 2009                                 | 88 346                | 1                     | ▬                     |

## Список лидеров партии
- Иан Пейсли (1971—2008)
- Питер Робинсон (2008—2015)
- Арлин Фостер (2015—2021)
- Эдвин Путс[англ.] (2021)
- Джеффри Дональдсон[англ.] (с 2021)